# Cummins (företag)
Cummins, Inc. är ett amerikanskt multinationellt tillverkningsföretag som designar, tillverkar och marknadsför generatorer, motorer och turbosystem för kunder i 190 länder och territorier världen över. De tillverkar till exempel motorer åt Freightliner och Western Star Trucks. Cummins tillverkar också motorer på upp till 605 hästkrafter åt lastbilar. 
Företaget grundades 1919 som Cummins Engine Company av mekanikern Clessie Cummins med finansiell hjälp av bankiren W.G. Irwin i syfte att utveckla och tillverka motorer som var uppfunna av den tyska ingenjören Rudolf Diesel, det tog dock 14 år innan Cummins kunde få fram en motor som var framgångsrik. Under hela 1950-talet hade de uppemot 60% av marknaden för anläggningsmaskiner och 1956 beslutade USA att starta igång nationens största infrastrukturprojekt någonsin när The Dwight D. Eisenhower National System of Interstate and Defense Highways (Interstate Highway System) skulle byggas och stora delar av anläggningsmaskiner som var involverande i bygget hade dieselmotorer från just Cummins. I slutet av 1960-talet hade marknadsandelen sjunkit till omkring 45% på grund av stark uppgång för sina konkurrenter så som Caterpillar, Inc.
För 2016 hade de en omsättning på omkring $19,1 miljarder och en personalstyrka på 55 200 anställda. Deras huvudkontor ligger i Columbus i Indiana.